# Mai dire mai (singolo Anna Tatangelo)
Mai dire mai è un singolo della cantante italiana Anna Tatangelo.

## Descrizione
Il brano, proveniente dall'omonimo album Mai dire mai, è in vendita sotto forma di download digitale ed è entrato in rotazione in tutte le radio a partire dal 30 maggio 2008.
È composto da Massimo Greco, autore anche di Colpo di fulmine, singolo della stessa cantante.
Per il singolo non viene girato un videoclip.

## Formazione
- Anna Tatangelo - voce
- Adriano Pennino - tastiera, pianoforte, programmazione
- Michael Thompson - chitarra
- Cesare Chiodo - basso
- Claudia Arvati, Fabrizio Palma, Frankie Lovecchio, Serena Caporale - cori